# 米拉·亚洛索
米拉·亚洛索（芬蘭語：Mira Jalosuo，1989年2月3日—），芬兰女子冰球运动员。她曾代表芬兰参加2014年和2018年冬季奥林匹克运动会冰球比赛，其中2018年奥运会获得一枚铜牌。